# Prévôté de Roche-en-Régnier
Le prévôté de Roche-en-Régnier est un édifice situé en France sur la commune de Roche-en-Régnier, dans la région Auvergne-Rhône-Alpes.

## Localisation
Le prévôté est situé dans le département français de la Haute-Loire, sur la commune de Roche-en-Régnier, dans l'ancienne région administrative d'Auvergne.

## Historique
Bâtiment affichant, dans un blason, l'année 1649 et ayant fonctionné comme prévôté pour l'ancienne baronnie de Roche-en-Régnier, l'une des plus significatives de l'ancienne région du Velay.

## Description
Une gargouille factice présente le buste d'une femme regardant vers le sol. Un pilier circulaire sert de support à deux arcs très plats et à la voûte à nervures peu cintrées d'une loggia.

## Protection
Le porche est inscrit au titre des monuments historiques par arrêté du 24 avril 1926.